# Rally Safari de 2023
El Rally Safari de 2023, oficialmente 71.º Safari Rally Kenya, fue la septuagésima primera edición y la séptima ronda de la temporada 2023 del Campeonato Mundial de Rally. Se celebró del 22 al 25 de junio y contó con un itinerario de diecinueve tramos sobre tierra que sumaban un total de 362,68 cronometrados. Fue también la séptima ronda de los campeonatos WRC2, WRC2 Challenge, WRC3 y de la WRC Masters Cup.

## Inscritos
| N.º | Piloto               | Copiloto                   | Automóvil              | Equipo                    | Categoría |
| --- | -------------------- | -------------------------- | ---------------------- | ------------------------- | --------- |
| 4   | Esapekka Lappi       | Janne Ferm                 | Hyundai i20 N Rally1   | Hyundai Shell Mobis WRT   | WRC       |
| 6   | Dani Sordo           | Cándido Carrera            | Hyundai i20 N Rally1   | Hyundai Shell Mobis WRT   | WRC       |
| 7   | Pierre-Louis Loubet  | Nicolas Gilsoul            | Ford Puma Rally1       | M-Sport Ford WRT          | WRC       |
| 8   | Ott Tänak            | Martin Järveoja            | Ford Puma Rally1       | M-Sport Ford WRT          | WRC       |
| 9   | Jourdan Serderidis   | Frédéric Miclotte          | Ford Puma Rally1       | M-Sport Ford WRT          | WRC       |
| 11  | Thierry Neuville     | Martijn Wydaeghe           | Hyundai i20 N Rally1   | Hyundai Shell Mobis WRT   | WRC       |
| 17  | Sébastien Ogier      | Vincent Landais            | Toyota GR Yaris Rally1 | Toyota Gazoo Racing WRT   | WRC       |
| 18  | Takamoto Katsuta     | Aaron Johnston             | Toyota GR Yaris Rally1 | Toyota Gazoo Racing WRT   | WRC       |
| 33  | Elfyn Evans          | Scott Martin               | Toyota GR Yaris Rally1 | Toyota Gazoo Racing WRT   | WRC       |
| 69  | Kalle Rovanperä      | Jonne Halttunen            | Toyota GR Yaris Rally1 | Toyota Gazoo Racing WRT   | WRC       |
| 21  | Kajetan Kajetanowicz | Maciej Szczepaniak         | Škoda Fabia RS Rally2  |                           | WRC2      |
| 22  | Grégoire Munster     | Louis Louka                | Ford Fiesta Rally2     | M-Sport Ford WRT          | WRC2      |
| 23  | Martin Prokop        | Michal Ernst               | Škoda Fabia RS Rally2  |                           | WRC2      |
| 24  | Karan Patel          | Tauseef Khan               | Ford Fiesta R5         |                           | WRC2      |
| 25  | Carl Tundo           | Tim Jessop                 | Škoda Fabia R5         |                           | WRC2      |
| 26  | Daniel Chwist        | Kamil Heller               | Škoda Fabia Rally2 evo |                           | WRC2      |
| 27  | Miguel Díaz-Aboitiz  | Rodrigo Sanjuan de Eusebio | Škoda Fabia Rally2 evo |                           | WRC2      |
| 28  | George Vassilakis    | Tom Krawszik               | Ford Fiesta Rally2     | M-Sport Ford WRT          | WRC2      |
| 29  | Aakif Virani         | Azhar Bhatti               | Škoda Fabia R5         |                           | WRC2      |
| 30  | Piero Canobbio       | Flavio Zanella             | Hyundai i20 R5         |                           | WRC2      |
| 31  | Samman Singh Vohra   | Gurdeep Panesar            | Škoda Fabia Rally2 evo |                           | WRC2      |
| 32  | Diego Domínguez Jr.  | Rogelio Peñate             | Ford Fiesta Rally3     |                           | WRC3      |
| 34  | Hamza Anwar          | Adnan Din                  | Ford Fiesta Rally3     | Rally Stars Program Kenya | WRC3      |
| 35  | Jeremiah Wahome      | Victor Okundi              | Ford Fiesta Rally3     | Rally Stars Program Kenya | WRC3      |
| 36  | McRae Kimathi        | Mwangi Kioni               | Ford Fiesta Rally3     | Rally Stars Program Kenya | WRC3      |
| 37  | Jason Bailey         | Jamie Willetts             | Ford Fiesta Rally3     |                           | WRC3      |

## Itinerario
| Día   | Tramo     | Nombre                    | Hora  | Distancia | Ganador          | Tiempo  | Líder de la general |
| ----- | --------- | ------------------------- | ----- | --------- | ---------------- | ------- | ------------------- |
| Día 1 | Shakedown | Loldia                    | 10:01 | 5,40 km   | Kalle Rovanperä  | 3:32.4  | -                   |
| Día 2 | SS1       | Super Special Kasarani    | 14:05 | 4,84 km   | Ott Tänak        | 3:14.3  | Ott Tänak           |
| Día 3 | SS2       | Loldia 1                  | 8:00  | 19,17 km  | Sébastien Ogier  | 13:50.3 | Sébastien Ogier     |
| Día 3 | SS 3      | Geothermal 1              | 9:18  | 13,12 km  | Esapekka Lappi   | 6:49.7  | Sébastien Ogier     |
| Día 3 | SS 4      | Kedong 1                  | 10:11 | 30,48 km  | Kalle Rovanperä  | 14:52.4 | Sébastien Ogier     |
| Día 3 | SS 5      | Loldia 2                  | 13:09 | 19,17 km  | Sébastien Ogier  | 13:50.2 | Sébastien Ogier     |
| Día 3 | SS 6      | Geothermal 2              | 14:27 | 13,12 km  | Sébastien Ogier  | 6:46.5  | Sébastien Ogier     |
| Día 3 | SS 7      | Kedong 2                  | 15:20 | 30,48 km  | Sébastien Ogier  | 15:04.6 | Sébastien Ogier     |
| Día 4 | SS 8      | Soysambu 1                | 8:01  | 29,32 km  | Sébastien Ogier  | 17:30.0 | Sébastien Ogier     |
| Día 4 | SS 9      | Elmenteita 1              | 9:05  | 15,08 km  | Kalle Rovanperä  | 8:25.2  | Sébastien Ogier     |
| Día 4 | SS 10     | Sleeping Warrior 1        | 10:03 | 31,04 km  | Kalle Rovanperä  | 17:57.7 | Sébastien Ogier     |
| Día 4 | SS 11     | Soysambu 2                | 14:01 | 29,32 km  | Sébastien Ogier  | 17:23.4 | Sébastien Ogier     |
| Día 4 | SS 12     | Elmenteita 2              | 15:05 | 15,08 km  | Takamoto Katsuta | 8:20.6  | Sébastien Ogier     |
| Día 4 | SS 13     | Sleeping Warrior 2        | 16:03 | 31,04 km  | Kalle Rovanperä  | 19:07.7 | Sébastien Ogier     |
| Día 5 | SS 14     | Malewa 1                  | 6:55  | 9,00 km   | Kalle Rovanperä  | 6:05.1  | Sébastien Ogier     |
| Día 5 | SS 15     | Oserian 1                 | 7:51  | 18,33 km  | Sébastien Ogier  | 11:15.9 | Sébastien Ogier     |
| Día 5 | SS 16     | Hell's Gate 1             | 9:05  | 10,53 km  | Ott Tänak        | 5:29.7  | Sébastien Ogier     |
| Día 5 | SS 17     | Malewa 2                  | 11:12 | 9,00 km   | Kalle Rovanperä  | 6:02.6  | Sébastien Ogier     |
| Día 5 | SS 18     | Oserian 2                 | 12:08 | 18,33 km  | Takamoto Katsuta | 11:53.6 | Sébastien Ogier     |
| Día 5 | SS 19     | Hell's Gate 2 Power Stage | 14:15 | 10,53 km  | Thierry Neuville | 5:34.0  | Sébastien Ogier     |

## Clasificación final
| Pos. | Piloto               | Copiloto           | Automóvil              | Tiempo    | Diferencia | Puntos |
| WRC  | WRC                  | WRC                | WRC                    | WRC       | WRC        | WRC    |
| ---- | -------------------- | ------------------ | ---------------------- | --------- | ---------- | ------ |
| 1.   | Sébastien Ogier      | Vincent Landais    | Toyota GR Yaris Rally1 | 3:30:42.5 | 0.0        | 25 + 2 |
| 2.   | Kalle Rovanperä      | Jonne Halttunen    | Toyota GR Yaris Rally1 | 3:30:49.2 | +0:06.7    | 18 + 3 |
| 3.   | Elfyn Evans          | Scott Martin       | Toyota GR Yaris Rally1 | 3:33:41.0 | +02:58.5   | 15     |
| 4.   | Takamoto Katsuta     | Aaron Johnston     | Toyota GR Yaris Rally1 | 3:34:06.3 | +03:23.8   | 12     |
| 5.   | Dani Sordo           | Cándido Carrera    | Hyundai i20 N Rally1   | 3:35:47.9 | +05:05.4   | 10     |
| 6.   | Ott Tänak            | Martin Järveoja    | Ford Puma Rally1       | 3:39:56.9 | +09:14.4   | 8 + 4  |
| 7.   | Pierre-Louis Loubet  | Nicolas Gilsoul    | Ford Puma Rally1       | 3:46:58.2 | +16:15.7   | 6      |
| 8.   | Kajetan Kajetanowicz | Maciej Szczepaniak | Škoda Fabia Rally2 evo | 3:57:15.9 | +26:33.4   | 4      |
| 9.   | Oliver Solberg       | Elliott Edmonsdson | Škoda Fabia Rally2 evo | 3:57:46.5 | +27:04.3   | 2      |
| 10.  | Martin Prokop        | Michal Ernst       | Škoda Fabia RS Rally2  | 4:08:43.6 | +38:01.1   | 1      |